# Rukomet na Mediteranskim igrama 2018.
Rukometni turnir na MI 2018. održao se u Tarragoni u Španjolskoj. Branitelj naslova bila je egipatska reprezentacija.

## Sastavi
- Hrvatska: Tin Kontrec (RK PPD Zagreb), Josip Božić Pavletić (RK PPD Zagreb), Lovro Jotić (Aalborg Handbold), Mate Šunjić (kapetan, CSM Bucuresti), Halil Jaganjac (RK Metalurg), Jakov Vranković (Grundfos Tatabanya KC), Valentino Ravnić (RK PPD Zagreb), Josip Ereš (RK PPD Zagreb), Leon Šušnja (RK PPD Zagreb), Marin Šipić (RK Nexe), Ivan Sršen (MOL-Pick Szeged), David Mandić (RK PPD Zagreb), Bruno Butorac (Tatran Prešov), Matej Ašanin (Sporting CP), Petar Medić (RK PPD Zagreb), Ante Kaleb (TuS N-Lübbecke). Izbornik Lino Červar.[1][2]
- Tunis: Makrem Missaoui, Mohamed Lyes Hacicha, Ramzi Majdoub, Amine Bannour, Kamel Alouini, Ahmed Amine Bedoui, Oussama Hosni, Khaled Haj Youssef, Youssef Maaref, Mosbah Sanai, Achraf Saafi, Mohamed Soussi, Jihed Jaballah, Skander Zaied, Rafik Bacha, Marouan Chouiref[1]

## Turnir

### Skupina A
| Nadnevak   | 1. momčad | Ishod | 2. momčad |
| ---------- | --------- | ----- | --------- |
| 23. lipnja | Slovenija | 41:28 | Crna Gora |
| 24. lipnja | Slovenija | 29:32 | Tunis     |
| 25. lipnja | Crna Gora | 28:40 | Tunis     |

|    | Tablica   | I | Pob. | Ner. | Por. | Pos. P | Prim. P | RP  | Bodovi |
| -- | --------- | - | ---- | ---- | ---- | ------ | ------- | --- | ------ |
| 1. | Tunis     | 2 | 2    | 0    | 0    | 72     | 57      | +15 | 6      |
| 2. | Slovenija | 2 | 1    | 0    | 1    | 70     | 60      | +10 | 3      |
| 3. | Crna Gora | 2 | 0    | 0    | 2    | 56     | 81      | -25 | 0      |

### Skupina B
| Nadnevak   | 1. momčad | Ishod | 2. momčad |
| ---------- | --------- | ----- | --------- |
| 23. lipnja | Hrvatska  | 30:26 | Italija   |
| 24. lipnja | Hrvatska  | 37:26 | Alžir     |
| 25. lipnja | Italija   | 32:38 | Alžir     |

|    | Tablica  | I | Pob. | Ner. | Por. | Pos. P | Prim. P | RP  | Bodovi |
| -- | -------- | - | ---- | ---- | ---- | ------ | ------- | --- | ------ |
| 1. | Hrvatska | 2 | 2    | 0    | 0    | 67     | 52      | +15 | 6      |
| 2. | Alžir    | 2 | 1    | 0    | 1    | 64     | 69      | -5  | 3      |
| 3. | Italija  | 2 | 0    | 0    | 2    | 58     | 68      | -10 | 0      |

### Skupina C
| Nadnevak   | 1. momčad  | Ishod | 2. momčad |
| ---------- | ---------- | ----- | --------- |
| 23. lipnja | Španjolska | 46:17 | Grčka     |
| 24. lipnja | Španjolska | 34:22 | Portugal  |
| 25. lipnja | Grčka      | 28:28 | Portugal  |

|    | Tablica    | I | Pob. | Ner. | Por. | Pos. P | Prim. P | RP  | Bodovi |
| -- | ---------- | - | ---- | ---- | ---- | ------ | ------- | --- | ------ |
| 1. | Španjolska | 2 | 2    | 0    | 0    | 80     | 39      | +41 | 6      |
| 2. | Portugal   | 2 | 0    | 1    | 1    | 50     | 62      | -12 | 1      |
| 3. | Grčka      | 2 | 0    | 1    | 1    | 45     | 74      | -29 | 1      |

### Skupina D
| Nadnevak   | 1. momčad           | Ishod | 2. momčad           |
| ---------- | ------------------- | ----- | ------------------- |
| 23. lipnja | Sjeverna Makedonija | 26:29 | Turska              |
|            | Egipat              | 33:42 | Srbija              |
| 24. lipnja | Egipat              | 34:29 | Sjeverna Makedonija |
|            | Srbija              | 24:24 | Turska              |
| 25. lipnja | Egipat              | 24:31 | Turska              |
|            | Srbija              | 29:31 | Sjeverna Makedonija |

|    | Tablica             | I | Pob. | Ner. | Por. | Pos. P | Prim. P | RP  | Bodovi |     |
| -- | ------------------- | - | ---- | ---- | ---- | ------ | ------- | --- | ------ | --- |
| 1. | Turska              | 3 | 2    | 1    | 0    | 84     | 74      | +10 | 7      |     |
| 2. | Srbija              | 3 | 1    | 1    | 1    | 95     | 88      | +7  | 4      |     |
| 3. | Egipat              | 3 | 1    | 0    | 2    | 91     | 102     | -11 | 3      | 1:0 |
| 4. | Sjeverna Makedonija | 3 | 1    | 0    | 2    | 86     | 92      | -6  | 3      | 0:1 |

### Izbacivanje
|  | Četvrtzavršnica | Četvrtzavršnica | Četvrtzavršnica |          |            | Poluzavršnica | Poluzavršnica | Poluzavršnica |                 |                 | Završnica       | Završnica       | Završnica |
|  |                 |                 |                 |          |            |               |               |               |                 |                 |                 |                 |           |
|  | A1              | Tunis           | 30              |          |            |               |               |               |                 |                 |                 |                 |           |
|  | B2              | Alžir           | 25              |          |            |               |               |               |                 |                 |                 |                 |           |
|  | B2              | Alžir           | 25              |          | A1         | Tunis         | 28            |               |                 |                 |                 |                 |           |
|  |                 |                 |                 |          | A1         | Tunis         | 28            |               |                 |                 |                 |                 |           |
|  |                 | D1              | Turska          | 21       |            |               |               |               |                 |                 |                 |                 |           |
|  | D1              | D1              | Turska          | 21       | Turska     | 31            |               |               |                 |                 |                 |                 |           |
|  | D1              |                 |                 |          | Turska     | 31            |               |               |                 |                 |                 |                 |           |
|  | C2              | Portugal        | 29              |          |            |               |               |               |                 |                 |                 |                 |           |
|  |                 |                 |                 |          |            |               |               |               |                 |                 |                 | Tunis           | 23        |
|  |                 |                 |                 | Hrvatska | 24         |               |               |               |                 |                 |                 |                 |           |
|  | B1              | Hrvatska        | 17              |          |            |               |               |               |                 |                 |                 |                 |           |
|  | A2              | Slovenija       | 16              |          |            |               |               |               |                 |                 |                 |                 |           |
|  | A2              | Slovenija       | 16              |          | B1         | Hrvatska      | 31 ↓1         |               | Za treće mjesto | Za treće mjesto | Za treće mjesto | Za treće mjesto |           |
|  |                 |                 |                 |          | B1         | Hrvatska      | 31 ↓1         |               | Za treće mjesto | Za treće mjesto | Za treće mjesto | Za treće mjesto |           |
|  |                 | C1              | Španjolska      | 29       |            |               |               |               |                 |                 |                 |                 |           |
|  | C1              | C1              | Španjolska      | 29       | Španjolska | 35            |               |               | Turska          | 19              |                 |                 |           |
|  | C1              |                 |                 |          | Španjolska | 35            |               |               | Turska          | 19              |                 |                 |           |
|  | D2              | Srbija          | 25              |          |            |               |               |               |                 |                 |                 | Španjolska      | 30        |

| Pobjednici              |
| ----------------------- |
| Hrvatska Četvrti naslov |